# Diphyes bojani
Diphyes bojani är en nässeldjursart som först beskrevs av Johann Friedrich von Eschscholtz 1829.  Diphyes bojani ingår i släktet Diphyes och familjen Diphyidae. Inga underarter finns listade i Catalogue of Life.